# Shirl Ravenlock
Shirl Ravenlock è uno dei personaggi marginali del primo libro della prima saga di Shannara. La si incontra per la prima volta a Kern, isola poco lontano da Tyrsis, la più grande cittadina in cui vivono gli Umani, una delle Razze delle Quattro Terre. È una fanciulla dalla pelle color della neve, e dai capelli rosso fuoco, di corporatura esile e dai modi maschili; si innamora di Menion Leah, uno degli eroi del libro "La Spada di Shannara", che parte insieme a Shea Ohmsford e a Flick Ohmsford alla ricerca della Spada che dovrebbe uccidere il Signore degli Inganni, il nemico di turno.
Menion Leah salva la popolazione di Kern, portandola a Tyrsis, dalla distruzione della città; alla fine del libro Menion e Shirl si sposano e contribuiscono a portare avanti la casata dei Leah, che si ritroverà anche nei libri successivi.
Bisogna dire anche che ella discende da Mareth, l'apprendista druida presente in Il primo re di Shannara.